# كيفن باين (لاعب كرة قدم بريطاني)
كيفن باين (بالإنجليزية: Kevin Bain)‏ هو لاعب كرة قدم بريطاني، ولد في 19 سبتمبر 1972 في كيركالدي في المملكة المتحدة. لعب مع نادي بريتشين سيتي ونادي دندي.

## وصلات خارجية
- كيفن باين على موقع الاتحاد الدولي (مؤرشف)  (الإنجليزية)
- كيفن باين على موقع Soccerbase.com (لاعب) (الإنجليزية)